# Halictus lucidipennis
Halictus lucidipennis är en biart som beskrevs av Smith 1853. Halictus lucidipennis ingår i släktet bandbin, och familjen vägbin. Inga underarter finns listade i Catalogue of Life.